# ベニドルム
ベニドルム（Benidorm）は、スペイン・バレンシア州アリカンテ県のムニシピ（基礎自治体）。地中海に面したリゾート都市である。

## 歴史
都市は、どちらも海に面したポニエンテ地区とレバンテ地区に分けられる。2つの砂浜の間には岩がちな岬が横たわる。旧市街はこの岬とすぐ内陸の部分を占め、一方、大部分のホテルは2つの砂浜の背後の近年発展した場所を占める。ベニドルム沖わずか数マイルには無人島のベニドルム島が浮かぶ。
ベニドルムの周辺には、イベリア人やローマ人の定住した跡が残っている。レコンキスタまでのイスラム支配下では、Partida de Llirietsという名の小さな町であった。しかし、人口はわずかで重要な町ではなかったらしい。1245年前後にアリカンテ地方を征服したアラゴン王ハイメ1世の年代記Llibre del Feytsにはベニドルムの名が現れないからである。ベニドルムを含む周辺地域は、アラゴンの提督ベルナルド・デ・サリアーへ与えられた。1325年5月8日、ベニドルムに城と村を建設する許可を与える旨記した憲章が授けられた。これがベニドルム創設とみなされている。この憲章には、キリスト教徒の植民の促進、ポロプ男爵領からの行政的分離も示されていた。ベニドルムの住民は、大多数がイスラム教徒（キリスト教に改宗した者はモリスコと呼ばれる）で、彼らはグラナダ王国や北アフリカと手を結ぶ危険があった。1335年、ベニドルムはアラゴン王子ペドロ、そしてその子アルフォンソへと継承された。
1410年、1448年の2度にわたり、バルバリア海賊がベニドルムを襲撃した。1448年の襲撃では城と村が掠奪され、海賊らが住民を奴隷として連れ去ったため、ベニドルムは廃れてしまった。
16世紀の間、城が修繕され拡張されたが、町は再度ポロプ男爵領となり、明らかにほぼ無人の状態であった。
1715年の人口は216人前後であった。これが18世紀終わりには2,700人に増加した。人口増加の理由は、沖合で行われるマグロ漁であった。この漁業が住民の生活の糧であった。
19世紀、マドリード＝アリカンテ間の陸上交通が整備されたが、地元経済に好影響を与えるばかりでなかった。なぜなら、海上貿易は1898年にスペインが海外領土キューバ、プエルトリコ、フィリピンを失ったことから減速し、ワイン生産で伸びていた農業も20世紀初頭のフィロクセラ菌流行で壊滅的な打撃を受けたからである。この経済衰退で、キューバ、バルセロナやカディス近郊の自治体への移住者が増加した。停滞した時代であったが、1925年に港が拡張され、レバンテ海岸では初めて別荘が建設された。
スペイン内戦後、漁業を生業としてベニドルムは少しずつ復興していった。1954年、当時のベニドルム村長ペドロ・サラゴサが観光都市しての計画を練り、スペイン各地で見られるような窮屈な建設過剰状態に将来ならないよう保証した「余暇」用地を、あらゆる建物が持つようにした。砂浜に沿った大通り、通りが整備された。これ以後、農業と漁業という第一次産業に代わり、観光に関係したサービス業がベニドルムの主産業となった。
ベニドルムは厳しい都市整備規則を守る国内唯一の都市であり、もしエラダ山脈の頂上に登れば、ベニドルムの市街がどれだけ緑に囲まれているか、そして市街がどれほど山に近いかを眺めることができる。
ベニドルムは、市街を取り巻く山地のために通年特別な微気候を持つ。年間の日照時間は3,400時間で、沿岸の平均気温は18℃（冬は15℃、夏は26℃）である。12月から3月の海水温は15℃前後である。

## 観光
ベニドルムは特にフランドル、イギリス、オランダからの観光客に人気があり、市街全体ではスペイン語やバレンシア語が滅多に聞かれないほどである。
パッケージ・ツアーの隆盛がベニドルムの成長を促した。バーやクラブなどのナイトライフ基盤が充実しており、観光客は夏季以外にも一年中訪れる。
毎年夏には1959年から続くベニドルム国際歌謡祭が開催される。フリオ・イグレシアス、ラファエル、ドゥオ・ディナミコなどのスペインの歌手や国外の歌手が参加して有名になった。

## 人口
ベニドルムはヨーロッパ有数の国際都市であり、スペイン国内でも移民人口が多い町である。
| ベニドルムの出身国別人口 | ベニドルムの出身国別人口 | ベニドルムの出身国別人口 | ベニドルムの出身国別人口 |
| 順位                     | 国                       | 人口                     | 割合                     |
| ------------------------ | ------------------------ | ------------------------ | ------------------------ |
| 1                        | スペイン                 | 46,346                   | 65.2%                    |
| 2                        | イギリス                 | 5,235                    | 7.4%                     |
| 3                        | ルーマニア               | 2,828                    | 4.0%                     |
| 4                        | エクアドル               | 1,367                    | 1.9%                     |
| 5                        | アルゼンチン             | 1,316                    | 1.9%                     |
| 6                        | コロンビア               | 1,178                    | 1.7%                     |
| 7                        | モロッコ                 | 1,136                    | 1.6%                     |
| 8                        | ブルガリア               | 1,066                    | 1.5%                     |
| 9                        | 中国                     | 820                      | 1.2%                     |
| 10                       | パキスタン               | 779                      | 1.1%                     |

| ベニドルムの人口推移 1787－2013                         |
|                                                         |
| 出典:INE（スペイン国立統計局）1900年 - 1991年、1996年 - |

## 政治

### 歴代首長
| 任期      | 首長名                                                                      | 政党    |
| --------- | --------------------------------------------------------------------------- | ------- |
| 1979–1983 | ホセ・スッチ・オルテガ                                                      | UCD     |
| 1983–1987 | マヌエル・カタラン・チャナ                                                  | PSOE    |
| 1987–1991 | マヌエル・カタラン・チャナ                                                  | PSOE    |
| 1991–1995 | マヌエル・カタラン・チャナ (1991) エドゥアルド・サプラナ (91-95)            | PSOE PP |
| 1995–1999 | ビセンテ・ペレス・デベサ                                                    | PP      |
| 1999–2003 | ビセンテ・ペレス・デベサ                                                    | PP      |
| 2003–2007 | ビセンテ・ペレス・デベサ (03-06) マヌエル・ペレス・フェノイ (06-07)         | PP      |
| 2007–2011 | マヌエル・ペレス・フェノイ (07-09) アグスティン・ナバーロ・アルバド (09-11) | PP PSOE |
| 2011–2015 | アグスティン・ナバーロ・アルバド                                            | PSOE    |
| 2015–2019 | アントニオ・ペレス・ペレス                                                  | PP      |
| 2019–2023 | n/d                                                                         | n/d     |
| 2023–     | n/d                                                                         | n/d     |

## スポーツ
- ベニドルムCD - ベニドルムに本拠地を置くサッカークラブ。

## 姉妹都市
- マニサーレス、コロンビア
- 大阪、日本 韓国、釜山 イタリア、ミラノ ロサンゼルスアメリカ合衆国 フランクフルト、ドイツ カナダ、バンクーバー サンクトペテルブルク、ロシア フィリピンのマニラ リマペルー サンパウロ、ブラジル